# Wildlife Park 2
Wildlife Park 2 (conosciuto come Wildlife Zoo negli Stati Uniti d'America) è un videogioco di simulazione gestionale, in cui il giocatore deve costruire e gestire uno zoo, sviluppato dalla Deep Silver e pubblicato dalla B-Alive per Microsoft Windows nel 2006. È il sequel di Wildlife Park. 

## Elenco degli Animali
| Gioco Base                   | Crazy Zoo                     | Marine World                 | Horses                | Farm World           | Dino World         | Diamond Edition | Pets                            | Fantasy (Esclusiva Ultimate Edition) |
| ---------------------------- | ----------------------------- | ---------------------------- | --------------------- | -------------------- | ------------------ | --------------- | ------------------------------- | ------------------------------------ |
| Coccodrillo del Nilo         | Tartaruga Verde               | Narvalo                      | Andaluso              | Gallina              | Tyrannosaurus Rex  | Capriolo        | Vecchio Cane da Pastore Tedesco | Drago di Fuoco                       |
| Testuggine delle Galapagos   | Germano Reale                 | Sirena                       | Appaloosa             | Pecora Romney        | Triceratopo        |                 | Norwich Terrier                 | Drago di Zaffiro                     |
| Varano di Komodo             | Pappagallo                    | Squalo Pinna Nera del Reef   | Arabo                 | Maiale Domestico     | Anchilosauro       |                 | West Highland White Terrier     | Unicorno                             |
| Iguana Marina                | Koala                         | Squalo Pinna Bianca del Reef | Pony Dartmoor         | Volpe Rossa          | Archelone          |                 | Gatto Tabby                     | Unicorno Nero                        |
| Squalo Bianco                | Canguro Rosso                 | Murena Drago                 | Eohippus              | Asino                | Pachycephalosaurus |                 | Gatto Domestico                 |                                      |
| Manta Ray                    | Volpe Artica                  | Tonno Pinna Rossa            | Pony Exmoor           | Pastore Tedesco      | Parasaulopophus    |                 |                                 |                                      |
| Pesce Lanterna               | Lupo Grigio                   | Megattera                    | Fjord                 | Mucca Bruna Svizzera | Protoceratops      |                 |                                 |                                      |
| Calamaro Gigante             | Iena Maculata                 | Dugongo                      | Frisone               | Mucca Frisona        | Stegosauro         |                 |                                 |                                      |
| Polpo                        | Orso Nero                     | Lontra Marina                | Hannover              | Mucca Pezzata Rossa  | Utahraptor         |                 |                                 |                                      |
| Struzzo                      | Panda Minore                  | Delfino Comune               | Holsteiner            | Mucca Texas Longhorn | Velociraptor       |                 |                                 |                                      |
| Pinguino Reale               | Suricato                      | Corifena                     | Pony Islandese        |                      | Styracosauro       |                 |                                 |                                      |
| Fenicottero Rosa             | Mandrillo                     | Cernia Gigante               | Knabstrupper          |                      |                    |                 |                                 |                                      |
| Pellicano                    | Macrauchenia                  | Murena Zebra                 | Pecheron              |                      |                    |                 |                                 |                                      |
| Leone Africano               | Gigantopiteco                 | Tartaruga Liuto              | Cavallo di Przewalski |                      |                    |                 |                                 |                                      |
| Tigre del Bengala            | Granchio Gigante del Giappone | Beluga                       | Quarter Horse         |                      |                    |                 |                                 |                                      |
| Giaguaro                     | Mustang                       | Marlin                       | Yorkshire Horse       |                      |                    |                 |                                 |                                      |
| Leopardo                     | Gazzella di Thomson           | Pesce Pappagallo Bicolore    |                       |                      |                    |                 |                                 |                                      |
| Puma                         | Bisonte Americano             | Pesce Luna                   |                       |                      |                    |                 |                                 |                                      |
| Ghepardo                     | Gnu                           | Pesce Sega                   |                       |                      |                    |                 |                                 |                                      |
| Orso Polare                  | Ornitorinco                   | Squalo Tigre                 |                       |                      |                    |                 |                                 |                                      |
| Grizzly                      |                               | Squalo Balena                |                       |                      |                    |                 |                                 |                                      |
| Procione                     |                               |                              |                       |                      |                    |                 |                                 |                                      |
| Panda Gigante                |                               |                              |                       |                      |                    |                 |                                 |                                      |
| Scimpanzé                    |                               |                              |                       |                      |                    |                 |                                 |                                      |
| Orango del Borneo            |                               |                              |                       |                      |                    |                 |                                 |                                      |
| Gorilla                      |                               |                              |                       |                      |                    |                 |                                 |                                      |
| Basilosaurus                 |                               |                              |                       |                      |                    |                 |                                 |                                      |
| Entelodon                    |                               |                              |                       |                      |                    |                 |                                 |                                      |
| Gastornis                    |                               |                              |                       |                      |                    |                 |                                 |                                      |
| Mammut Lanoso                |                               |                              |                       |                      |                    |                 |                                 |                                      |
| Smilodonte                   |                               |                              |                       |                      |                    |                 |                                 |                                      |
| Delfino dal Naso a Bottiglia |                               |                              |                       |                      |                    |                 |                                 |                                      |
| Orca                         |                               |                              |                       |                      |                    |                 |                                 |                                      |
| Otaria della California      |                               |                              |                       |                      |                    |                 |                                 |                                      |
| Tricheco                     |                               |                              |                       |                      |                    |                 |                                 |                                      |
| Elefante Africano            |                               |                              |                       |                      |                    |                 |                                 |                                      |
| Zebra di Burchell            |                               |                              |                       |                      |                    |                 |                                 |                                      |
| Zebra di Grèvy               |                               |                              |                       |                      |                    |                 |                                 |                                      |
| Pony delle Shetland          |                               |                              |                       |                      |                    |                 |                                 |                                      |
| Rinoceronte Nero             |                               |                              |                       |                      |                    |                 |                                 |                                      |
| Dromedario                   |                               |                              |                       |                      |                    |                 |                                 |                                      |
| Maiale                       |                               |                              |                       |                      |                    |                 |                                 |                                      |
| Ippopotamo                   |                               |                              |                       |                      |                    |                 |                                 |                                      |
| Alce                         |                               |                              |                       |                      |                    |                 |                                 |                                      |
| Giraffa                      |                               |                              |                       |                      |                    |                 |                                 |                                      |
| Okapi                        |                               |                              |                       |                      |                    |                 |                                 |                                      |
| Orice Araba                  |                               |                              |                       |                      |                    |                 |                                 |                                      |
| Capra                        |                               |                              |                       |                      |                    |                 |                                 |                                      |
| Bongo                        |                               |                              |                       |                      |                    |                 |                                 |                                      |
| Capra di Montagna            |                               |                              |                       |                      |                    |                 |                                 |                                      |
| Squalo Martello              |                               |                              |                       |                      |                    |                 |                                 |                                      |
| Coniglio                     |                               |                              |                       |                      |                    |                 |                                 |                                      |
| Lepre                        |                               |                              |                       |                      |                    |                 |                                 |                                      |
| Lepre Artica                 |                               |                              |                       |                      |                    |                 |                                 |                                      |